# 珊迪島
19°13′S 159°56′E / 19.22°S 159.93°E

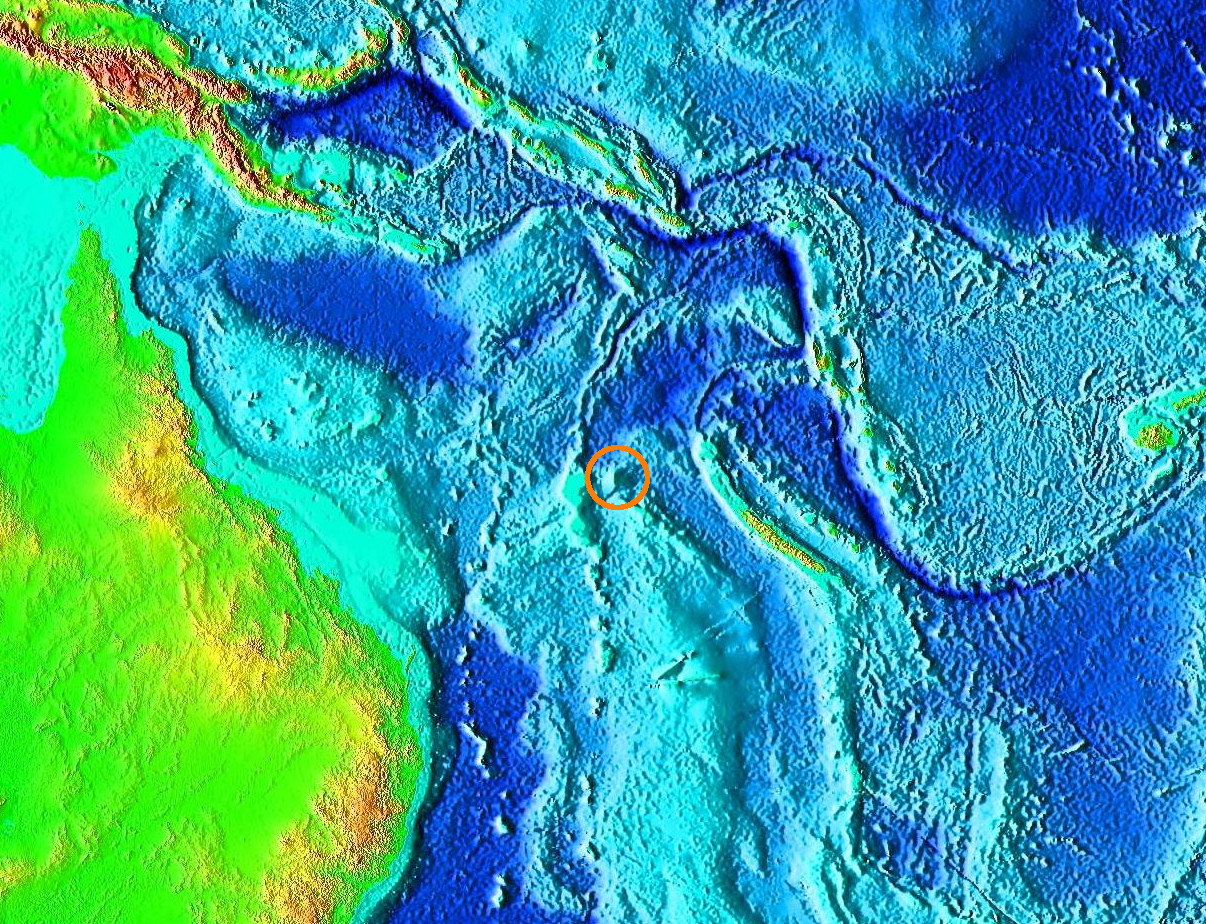
紅圈處為珊迪島（新喀里多尼亞）所在位置

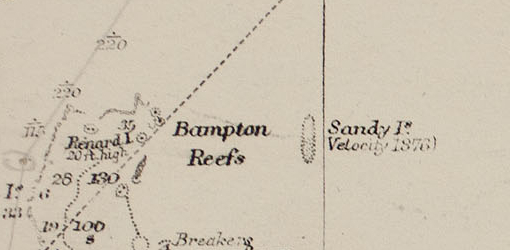
一幅1908年地图标记珊迪岛

珊迪島（新喀里多尼亞）（英語：Sandy Island （New Caledonia），法語：Île de Sable）是座現在被證實不存在的島嶼，據稱是位於澳大利亞和新喀里多尼亞的珊瑚海之間。
島嶼目前不存在，但卻曾出現在一些世界地圖中，包括谷歌地圖。谷歌地球的視圖上，小島曾由黑色圖塊所塗抹，現在則是汪洋一片不存在，但卻仍然能看見與小島輪廓相同的痕跡。但該程式珊瑚海南部的部分歷史衛星影像，是從DigitalGlobe的衛星圖像所擷取的。

## 歷史
1774年本島最早由現代精準製圖先驅名人詹姆斯·庫克所標註，所以可信度極高，庫克被認為不可能標註不存在的島嶼。
1792年，探險家安托萬·布魯尼當特爾卡斯托，提到一些在新喀里多尼亞附近的島嶼。
1876年，約在東經159°56'、南緯19°14'到東經158°51'、南緯19°50'之間，珊迪島被捕鯨船所目視到，與庫克相距約一百年。
首先傳出該島不存在的說法，是在2000年4月。由一群进行长距离无线电通讯的的業餘無線電愛好者所提出，但這個消息並沒有傳播開來。2012年，澳大利亞科學家發現谷歌地圖上該島位置被一個黑色區塊所塗抹，他認為可能是軍事基地被刻意遮蓋，乘坐RV Southern探測船在探測海洋板塊的航行期間，決定駛往所謂珊迪島的位置進行調查，但卻沒有發現島嶼，聲納在上方直達1,400米（4,600英尺）的海底證明也不是島嶼被海淹沒。有人認為這只是誤記上去的島嶼。2014年探索頻道的衛星看地球節目中以片段介紹了珊迪島的怪異發展。
有人將該島視為一個地圖上的版權陷阱故意的錯誤，一旦有人挪用翻印地圖資料，出版商便能以茲識別，相信珊迪島可能正是自那時以來的「錯誤」。而澳洲皇家海軍內的澳大利亞水文局，說這不是海圖的標準作法。

## 外部連結
- 珊迪島地圖歷史